# Nidarholm kloster
Nidarholm kloster var et Benediktinerkloster, som lå på øen Munkholmen i Trondheimsfjorden i indsejlingen til Trondheim.

## Historie
Klosteret blev grundlagt enten i 1028 af Knud den Store (engelske kilder), eller ifølge islandske kilder omkring 1100 af Sigurd Ullstreng, en af Magnus Barfods lendermann. Det var viet til den hellige Benedikt af Nursia og Skt. Laurentius. Klosterets kirke blev omtalt som Laurentiuskirken.
Klosterets opgang begyndte som arv efter Sigurd Ullstreng, der overlod sin gård samt hovedgården Viggja i Skaun til klosteret. Gennem arv blev klosteret efterhånden mægtigt og rigt, også handel med England er dokumenteret. Det havde egen mølle på Ila og eget rederi. Klosteret led under alvorlige brande i 1210, 1317 og 1531 kort tid før reformationen.
Klosteret havde i en periode forbindelse med Clunyanere, men det ser ud til, at denne forbindelse snarere bestod af indføring af lokale reformer baseret på praksis i Cluny end på medlemskab i Clunyordenen og underordning i forhold til Cluny som sådan.
Den engelske munk og historiker Matthew Paris blev spurgt i 1248, mens han bar bud til kong Håkon Håkonsson, om at overvåge en reform af Nidarholm.
Nidarholm var den sidste katolske skanse i Norge under reformationen, Nidaros' sidste ærkebiskop Olav Engelbrektsson, flygtede til øen. Han blev belejret i 1537 på Nidarholm af Jens Splids flådestyrker og blev til sidst tvunget til at overgive sig. Engelbrektson holdt dermed sin sidste katolske messe på norsk jord på Munkholmen.

## Bygningerne
Efter 1537 blev bygningerne forladt og forsømt. Øen blev brugt til græsgang for lensherrerne på Kongsgården i Trondheim, frem til øen blev befæstet i 1600-tallet. Klosteret blev sandsynligvis brugt som stenbrud for fæstningen. På denne tid fik øen også navnet Munkholmen. Det er i dag ingen rester af klosteret over jorden, men arkæologiske udgravninger i 1970 og 1989 afslørede spor af, hvordan klosteranlægget så ud. Et gulv med stenheller blev tolket som tilhørende kapitelsal og rester af kirkens østlige dele (kor) er fundet.